# Los Angeles Film Critics Association Awards 1998
La 24ª edizione dei Los Angeles Film Critics Association Awards si è tenuta il 20 gennaio 1999 al Bel Age Hotel, per onorare il lavoro nel mondo del cinema per l'anno 1998.

## Premi
Miglior film
- Salvate il soldato Ryan (Saving Private Ryan), regia di Steven Spielberg
  - 2º classificato: The Butcher Boy, regia di Neil Jordan

Miglior attore
- Ian McKellen - Demoni e dei (Gods and Monsters)
  - 2º classificato: Nick Nolte - Affliction

Miglior attrice
- Fernanda Montenegro - Central do Brasil
- Ally Sheedy - High Art

Miglior regista
- Steven Spielberg - Salvate il soldato Ryan (Saving Private Ryan)
  - 2º classificato: John Boorman - The General

Miglior attore non protagonista
- Bill Murray - Rushmore e Sex Crimes - Giochi pericolosi (Wild Things)
- Billy Bob Thornton - Soldi sporchi (A Simple Plan)

Miglior attrice non protagonista
- Joan Allen - Pleasantville
  - 2º classificato: Kathy Bates - I colori della vittoria (Primary Colors)

Miglior sceneggiatura
- Warren Beatty e Jeremy Pikser - Bulworth - Il senatore (Bulworth)
  - 2º classificato: Marc Norman e Tom Stoppard - Shakespeare in Love

Miglior fotografia
- Janusz Kaminski - Salvate il soldato Ryan (Saving Private Ryan)
  - 2º classificato: Seamus Deasy - The General

Miglior scenografia
- Jeannine Oppewall - Pleasantville
  - 2º classificato: Dennis Gassner - The Truman Show

Miglior colonna sonora
- Elliot Goldenthal - The Butcher Boy
  - 2º classificato: Carter Burwell - Demoni e dei (Gods and Monsters)

Miglior film in lingua straniera
- Festen - Festa in famiglia (Festen), regia di Thomas Vinterberg  ·   Danimarca
  - 2º classificato: Central do Brasil, regia di Walter Salles  ·   Brasile/ Francia

Miglior film d'animazione
- A Bug's Life - Megaminimondo (A Bug's Life), regia di John Lasseter e Andrew Stanton

Miglior documentario
- The Farm: Angola, USA, regia di Liz Garbus, Wilbert Rideau e Jonathan Stack
  - 2º classificato: Public Housing, regia di Frederick Wiseman

Miglior film sperimentale/indipendente
- Elisabeth Subrin - Shulie

New Generation Award
- Wes Anderson - Rushmore

Career Achievement Award
- Abraham Polonsky
- Julius J. Epstein